# Comitatul Eau Claire, Wisconsin
Comitatul Eau Claire este unul din cele 72 de comitate din statul Wisconsin din Statele Unite ale Americii. Sediul administrativ al acestuia este localitatea omonimă, Eau Claire. Conform recensământului din anul 2000, numit Census 2000, populația sa a fost 93.142 de locuitori.

## Demografie

Piramida vârstelor din comitatul Eau Claire (Census 2000).

Conform recensământului din anul 2000, comitatul  Eau Claire avea o populație de 93.142  de locuitori (56 loc./km²):
35.822 gospodării,
22.281 familii,
37.474 unitâți locative ( 23/km²).
30,00% din familii au copii sub 18 ani
50,60% din gospodării sunt familii căsătorite
8,60% din gospodării sunt femei singure
Structura demografică
94.96% albi
0.52% afro-americani
0.54% amerinidieni
2.52% asiatici
0,03% locuitori ai insulelor din Pacific
0.33% alte grupări etnice
Evoluția demografică
| 1930   | 1970   | 1980   | 1990   | 2000   |
| ------ | ------ | ------ | ------ | ------ |
| 41.087 | 67.219 | 78.413 | 85.183 | 93.142 |

## Geografie
Potrivit Biroului Recensământului, comitatul are o suprafață totală de 1.671 km² din care 1.650 km² este uscat și 21 km² (1,18%) este apă.

### Comitate învecinate
- Chippewa - nord
- Clark - est
- Jackson - sud-est
- Trempealeau - sud
- Buffalo  - sud-vest
- Pepin - vest
- Dunn - vest

### Drumuri importante
| - Interstate 94 - U.S. Highway 12 - U.S. Highway 53 - U.S. Highway 10 - Highway 85 (Wisconsin) | - Highway 37 (Wisconsin) - Highway 93 (Wisconsin) - Highway 27 (Wisconsin) - Highway 312 (Wisconsin) - Highway 124 (Wisconsin) |

### Orașe, sate și orășele
Orașe
- Altoona*
- Augusta
- Eau Claire*

Sate
- Fairchild
- Fall Creek

Orășele
- Bridge Creek
- Brunswick*
- Clear Creek
- Drammen
- Fairchild
- Lincoln
- Ludington
- Otter Creek
- Pleasant Valley*
- Seymour*
- Union*
- Washington*
- Wilson

- indică o munucipalitate considerată parte din zona metropolitană Eau Claire-Chippewa.

### Comunități fără personalitate juridică
| - Allen - Brackett - Candy Corners - Cleghorn - Foster - Hadleyville‡ - Hale Corner - Hay Creek - Ludington - Lufkin | - Mount Hope Corners - Nelsonville‡ - Oak Grove‡ - Rodell - Seymour (CDP) - Shawtown§ - Truax§ - Union§ - Wilson |

## Demografie
|  | Graficele sunt indisponibile din cauza unor probleme tehnice. Mai multe informații se găsesc la Phabricator și la wiki-ul MediaWiki. |

Date: Wikidata - grafică realizată de Wikipedia